# World-Inline-Cup 2002
Der FIRS Roller-World-Cup 2002 wurde für Frauen und Männer an 12 Stationen ausgetragen. Der Auftakt fand am 21. April 2002 in Hamburg und das Finale am 27. Oktober 2002 in Frankfurt am Main statt.

## Frauen
| WIC                                                                         | Ort                 | Sieg                                    | Platz 2                                                 | Platz 3                          |
| --------------------------------------------------------------------------- | ------------------- | --------------------------------------- | ------------------------------------------------------- | -------------------------------- |
| Grand-Prix 21. April                                                        | Hamburg-Marathon    | Alessandra Susmeli Roces                | Laura Lombardo Roces                                    | Angèle Vaudan Roces              |
| Class 1 05. Mai                                                             | Hannover-Marathon   | Ashley Horgan Rollerblade               | Andréa Haritchelhar Saab-Salomon                        | Franziska Stampfli Rollerblade   |
| Class 2 26. Mai                                                             | Rhein-Ruhr-Marathon | Friederike Gehring Saab-Salomon Germany | Janitta Spigt Nat.-Team Netherlands                     | Anja Decoster Fila Swiss         |
| Class 2 26. Mai                                                             | Graz                | Cinzia Ponzetti Exydo                   | Lisi Schrenk Saab-Salomon                               | Sandy Minto Noale                |
| Grand-Prix 26. Mai                                                          | Rennes              | Laura Lombardo Roces                    | Andréa Haritchelhar Saab-Salomon                        | Nathalie Barbotin Saab-Salomon   |
| Grand-Prix 23. Juni                                                         | Zürich              | Jessica Smith Verducci                  | Andréa Haritchelhar Saab-Salomon                        | Alessandra Susmeli Roces         |
| Grand-Prix 29. Juni                                                         | Engadin             | Pia Knecht Saab-Salomon Swiss           | Nadine Benz Fila-Mentos                                 | Céline Weiss Saab-Salomon Swiss  |
| Class 1 20. Juli                                                            | Zug                 | Nathalie Barbotin Saab-Salomon          | Pia Knecht Saab-Salomon Swiss Ashley Horgan Rollerblade |                                  |
| Europameisterschaften in Valence d’Agen und Grenade, 26. Juli bis 2. August |                     |                                         |                                                         |                                  |
| Class 2 26.–28. Juli                                                        | Hüfingen            | Cinzia Ponzetti Exydo                   |                                                         |                                  |
| Weltmeisterschaften in Ostende, 22. bis 26. August                          |                     |                                         |                                                         |                                  |
| Grand-Prix 14. September                                                    | Duluth              | Theresa Cliff Ryan Verducci             | Jessica Smith Verducci                                  | Silvia Niño Rollerblade          |
| Grand-Prix 29. September                                                    | Berlin-Marathon     | Angèle Vaudan Roces                     | Silvia Niño Rollerblade                                 | Laura Lombardo Roces             |
| Class 2 27. Oktober                                                         | Frankfurt-Marathon  | Evelyn Kalbe Rollerblade                | Nina Spilger Rollerblade                                | Sabine Clas Saab-Salomon Germany |

| Rang | Name                | Team         |
| ---- | ------------------- | ------------ |
| 1    | Andréa Haritchelhar | Saab-Salomon |

| Rang | Team         |
| ---- | ------------ |
| 1    | Saab-Salomon |

## Männer
| WIC                                                                         | Ort                 | Sieg                                 | Platz 2                             | Platz 3                                                            |
| --------------------------------------------------------------------------- | ------------------- | ------------------------------------ | ----------------------------------- | ------------------------------------------------------------------ |
| Grand-Prix 21. April                                                        | Hamburg-Marathon    | Luca Presti                          | Juan-Carlos Betancur Saab-Salomon   | Pascal Briand Saab-Salomon                                         |
| Class 1 05. Mai                                                             | Hannover-Marathon   | Arnaud Gicquel Rollerblade           | Fabien Rabeau Rollerblade           | Mathieu Grandgirard Fila                                           |
| Class 2 26. Mai                                                             | Rhein-Ruhr-Marathon | Willem Hut Nat.-Team Netherlands     | Arjan Smit Nat.-Team Netherlands    | Kai Menze Saab-Salomon Germany Arjan Momberg Nat.-Team Netherlands |
| Class 2 26. Mai                                                             | Graz                | Letica Jerenc National Team Slovenia | Davor Sijanec Saab-Salomon Slovenia | Remus Adriano                                                      |
| Grand-Prix 26. Mai                                                          | Rennes              | Pascal Briand Saab-Salomon           | Jorge Botero Rollerblade            | Massimiliano Presti Saab-Salomon                                   |
| Grand-Prix 23. Juni                                                         | Zürich              | Massimiliano Presti Saab-Salomon     | Pascal Briand Saab-Salomon          | Pierdavide Romani Saab-Salomon                                     |
| Grand-Prix 29. Juni                                                         | Engadin             | Massimiliano Presti Saab-Salomon     | Juan-Carlos Betancur Saab-Salomon   | Jonathan Webster Verducci                                          |
| Class 1 20. Juli                                                            | Zug                 | Pascal Briand Saab-Salomon           | Mikael Lannezval                    | Stefano Galliazzo                                                  |
| Europameisterschaften in Valence d’Agen und Grenade, 26. Juli bis 2. August |                     |                                      |                                     |                                                                    |
| Class 2 26.–28. Juli                                                        | Hüfingen            | Arnaud Gicquel Rollerblade           |                                     |                                                                    |
| Weltmeisterschaften in Ostende, 22. bis 26. August                          |                     |                                      |                                     |                                                                    |
| Grand-Prix 14. September                                                    | Duluth              | Franck Cardin Saab-Salomon           | Massimiliano Presti Saab-Salomon    | Fabien Rabeau Rollerblade                                          |
| Grand-Prix 29. September                                                    | Berlin-Marathon     | Juan-Carlos Betancur Saab-Salomon    | Kalon Dobbin Rollerblade            | Jorge Botero Rollerblade                                           |
| Class 2 27. Oktober                                                         | Frankfurt-Marathon  | Baptiste Grandgirard Fila            | André Wille Saab-Salomon Swiss      | Omar Landaeta Mejia Skate Factory                                  |

| Rang | Name                | Team         |
| ---- | ------------------- | ------------ |
| 1    | Massimiliano Presti | Saab-Salomon |

| Rang | Team         |
| ---- | ------------ |
| 1    | Saab-Salomon |